# Polyrhachis lycidas
Polyrhachis lycidas är en myrart som beskrevs av Smith 1861. Polyrhachis lycidas ingår i släktet Polyrhachis och familjen myror. Inga underarter finns listade i Catalogue of Life.